# Julie de Bona
Julie de Bona (7 de diciembre de 1980) es una actriz francesa de teatro, cine y televisión.

## Carrera
Julie tiene ascendencia italiana y vietnamita. Su padre es un ingeniero de sistemas y su madre una costurera. Inició una carrera en bioquímica pero la abandonó a los 19 años, cuando decidió iniciarse en las artes dramáticas. Ingresó en el Conservatorio de Montpellier para luego empezar a tener oportunidades tanto en las tablas como en el cine y la televisión. En 2002 hizo parte del elenco de la película Zone Reptile, del director Jérôme de Missolz. A partir de entonces ha hecho apariciones en series de televisión como La vie devant nous, Sœur Thérèse.com, Une famille formidable y Le tuteur.

## Filmografía

### Créditos en teatro
| Año     | Título                  | Autor             | Director                 | Notas                            |
| ------- | ----------------------- | ----------------- | ------------------------ | -------------------------------- |
| 2002    | La queue du Diable      | Christian Dob     | Christian Dob            | Theatre du Grand Mélo            |
| 2002-03 | État critique           | Michel Lengliney  | Éric Civanyan            | Theatre Fontaine                 |
| 2004    | J’veux pas être seul(e) | Thomas Le Douarec | Thomas Le Douarec        | Theatre de Trévise               |
| 2005-06 | Dernier Rappel          | Josiane Balasko   | Josiane Balasko          | Théâtre de la Renaissance        |
| 2007-08 | Puzzle                  | Woody Allen       | Sébastien Azzopardi      | Théâtre du Palais-Royal          |
| 2008-09 | The Imaginary Invalid   | Molière           | Georges Werler           | Théâtre de la Porte Saint-Martin |
| 2015    | Énorme !                | Neil LaBute       | Marie-Pascale Osterrieth | Théâtre de la Clarté             |
| 2016    | Qui Sème L'amour...     |                   | Lorenzo Gabriele         | Telefilme                        |

### Créditos en televisión
- 2002 - La vie devant nous
- 2005 - Sœur Thérèse.com
- 2006 - Boulevard du Palais
- 2006 - Une famille formidable
- 2007 - La légende des 3 clefs
- 2007 - Le tuteur
- 2012 - La Smala s'en mêle
- 2013 - VDM
- 2014 - Ma pire angoisse
- 2015 - Nina
- 2016 - Innocènte
- 2016 - Le secret d'Elise
- 2017 - Desaparecidas en el lago(Temporadas 2)
- 2017 - "Flechazo a primera vista" ( Coup de foudre à Noël)
- 2018 - La decisión de una madre
- 2019 - El bazar de la caridad
- 2023 - Las Combatientes